# 渠口镇 (重庆市)
渠口镇，是中华人民共和国重庆市开州区下辖的一个乡镇级行政单位。

## 行政区划
渠口镇下辖以下地区：
巨屏社区、钦云社区、兴华村、铺溪村、渠口村、茶香村、毛坪村、向阳村、双丰村和剑阁楼村。